# 聖洛倫索德塔拉蘇區
聖洛倫索德塔拉蘇區（西班牙語：San Lorenzo），是哥斯達黎加的一個區，位於該國中部聖何塞省，始建於1923年9月26日，面積194.12平方公里，海拔高度1,440米，2011年人口4,394，人口密度每平方公里22.64人。